# Читракута
Читракута або Читракут (англ. Chitrakuta, санскр. चित्रकूट) — місто в окрузі Сатна, в штаті Мадхья-Прадеш, Індія, на річці Пайсуні, правій притоці річки Джумна (басейн Ганга). Є місцем паломництва для індуїстів і має велике культурне та археологічне значення. У районі Читракута знаходяться важливі храми індуїстів, а також місця, згадані в священних текстах індуїзму. У дні великих індуїстських свят у Читракуті збирається велика кількість паломників. Читракут також є центром йоги та Аюрведи. У перекладі назва міста означає «пагорб багатьох чудес».

## Географічне положення
Читракут розташований біля підніжжя північної частини гірського хребта Віндхья, що пролягає територією штатів Мадхья-Прадеш і Уттар-Прадеш. Історична область Читракута є частиною округу Читракут у штаті Уттар-Прадеш та округу Сатна в штаті Мадхья-Прадеш.
Найближча залізнична станція розташована в Карві (Читракута-дхам Карві, на основній лінії Джхансі — Манікпур), за 10 км від міста. Регулярне автобусне сполучення існує між Читракутом і такими містами, як Джхансі, Сатна, Махоба, Харпалпур і Чхатарпур.

## Історія
Перша відома згадка про Читракут міститься в "Рамаяні " Валмікі. Валмікі описує Читракут як святе місце, населене великими мудрецями і має багату та різноманітну фауну та флору. Читракута також згадується в "Махабхараті ", в описах святих місць паломництва. Відповідно до «Рамаяни», у лісах Читракута Рама, Сита і Лакшмана провели одинадцять із половиною років із чотирнадцяти років свого вигнання. У цьому місці медитували і робили аскези такі великі мудреці, як Атрі, Саті Анусуя, Даттатрея, Маркандея, Сарбханга, Сутікшна та багато інших. Описується, що коли Рама здійснював у Читракуті ритуал шраддха за своїм померлим батьком, багато девів прийшло туди для участі у святковому бенкеті.
Читракута також прославляється у творах санскритських поетів та поетів хінді. Калідаса описав красу цього місця у своєму епосі "Рагхувамша ", а Тулсідас писав про Читракут у "Рамачаритаманасі " та інших своїх творах. Він провів у Чітракуті багато років, поклоняючись Рамі і бажаючи отримати його даршан.

## Демографія
Згідно з всеіндійським переписом 2001 року населення Читракути становило 22 294 особи. Чоловіки становили 57 % населення, а жінки — 43 %. Середній рівень грамотності населення Читракуті був 50 %, що від середньоіндійського показника, який становив 59,5 %. Грамотність серед чоловіків була 63 %, а серед жінок — 34 %. 18 % населення були дітьми молодше 6 років.